# El prisionero del castillo de If
El prisionero del castillo de If es el primer relato de la colección de cuentos Carolina Grau, publicada por el escritor mexicano Carlos Fuentes en 2010. El relato está inspirado en El conde de Montecristo, novela del escritor francés Alejandro Dumas.

## Argumento
Un abate italiano, prisionero en el castillo de If, trata de escapar cavando un túnel, pero la vía horadada en la pared de piedra lo lleva a la celda contigua a la suya. Allí se encuentra con otro prisionero, Edmundo Dantés, a quien instruye con el fin de que escape de la prisión y se vengue de los culpables del encierro del abate. No obstante, las ansias de vengarse y su desconfianza en la aptitud del joven obligan al clérigo a idear un plan de escape. Tras dormir a Edmundo Dantés y fingir su muerte ante los carceleros, él ocupa el lugar del supuesto muerto en el saco fúnebre y consigue así escapar de la prisión siendo arrojado al mar.

## Temas
El tema principal del relato es la ambición de venganza del abate. Esta obsesión es lo que hace que se interese por educar a Dantés y también lo que le lleva a dormir al joven cuando es consciente de la oportunidad que tiene para escapar y cobrarse la venganza por su mano.
Otro tema presente en el relato es la locura. El abate y Dantés conversarán sobre ella. Para combatirla, el abate recomienda a Dantés el uso de la memoria, aunque ante el lector no queda claro si dicha práctica le ha servido al clérigo, puesto que no se sabe si está cuerdo o loco.
Y, por último, también destaca el tema del intercambio de los roles de los personajes. Era previsible que fuera Dantés el prisionero que se escapara, puesto que tiene los dones de la juventud, pero en realidad es el abate quién al final huye de la prisión. Este hecho contrasta con lo que acontece en la novela de Dumas, donde sí será Dantés el que consiga la libertad. Se puede decir, de forma rápida, que en este relato se encuentra un Dantés joven, pero con alma anciana, mientras que el abate es un anciano con alma joven.